# Эллисон, Чейз
Чейз Эллисон (англ. Chase Ellison, род. 22 сентября 1993) — американский актёр.

## Биография
Чейз Эллисон родился 22 сентября 1993 года в городе Рино, который находится в штате Невада. В возрасте шести лет Чейз начал сниматься в различных рекламных роликах, а в 2000 году исполнил небольшую роль в одном из эпизодов американского телесериала «Семейный закон». Начиная с 2001 года Чейз начинает получать роли и в полнометражных художественных фильмах («Сцены преступления», «Идеальная жена», «Санта младший»). В 2004 году на экраны вышел фильм «Загадочная кожа», в котором Чейз исполнил роль восьмилетнего Нила МакКормика (восемнадцатилетнего Нила сыграл Джозеф Гордон-Левитт). В последующие годы актёр играл в таких фильмах и сериалах, как «Остриё копья» (2005 год), «Светлячки в саду» (2008 год), «Зубная фея» (2010 год).
В настоящее время Чейз Эллисон живёт в Сан-Диего с родителями. В свободное от учёбы и развития актёрской карьеры время он увлекается видеосъёмкой, интернетом и моделированием. Последний, на сегодняшний момент, фильм с участием Чейза носит название «That’s What I Am», его съёмки уже завершены, мировая премьера была 29 апреля 2011 года, в настоящее время фильм вышел в прокат.

## Избранная фильмография
| Год       |    | Русское название                         | Оригинальное название                            | Роль              |
| --------- | -- | ---------------------------------------- | ------------------------------------------------ | ----------------- |
| 2000      | с  | Семейный закон                           | Family Law                                       | Райан / Перси     |
| 2001      | тф | Идеальная жена                           | The Perfect Wife                                 | Руби              |
| 2001      | с  | Седьмое небо                             | 7th Heaven                                       | Саймон в детстве  |
| 2001      | с  | Провиденс                                | Providence                                       | Джейк             |
| 2001      | ф  | Сцены преступления                       | Scenes of the Crime                              | Блэйк             |
| 2002      | тф | Санта младший                            | Santa, Jr.                                       | Кристофер         |
| 2002—2003 | с  | Бумтаун                                  | Boomtown                                         | Уилли Стивенс     |
| 2003      | с  | Женская бригада                          | The Division                                     | Джастин           |
| 2004      | ф  | Загадочная кожа                          | Mysterious Skin                                  | восьмилетний Нил  |
| 2005      | ф  | Личная жизнь Этана Грина                 | The Mostly Unfabulous Social Life of Ethan Green | Этан в детстве    |
| 2005      | с  | Клиент всегда мёртв                      | Six Feet Under                                   | Джордж в детстве  |
| 2005      | с  | Молодые и дерзкие                        | The Young and the Restless                       | Ной Ньюман        |
| 2006      | ф  | Остриё копья                             | End of the Spear                                 | Стив в детстве    |
| 2006      | ф  | Самоубийцы: История любви                | Wristcutters: A Love Story                       | Костя             |
| 2007      | ф  | Как на ладони                            | Towelhead                                        | Зак               |
| 2008      | ф  | Светлячки в саду                         | Fireflies in the Garden                          | Кристофер Лоуренс |
| 2010      | ф  | Зубная фея                               | Tooth Fairy                                      | Ренди             |
| 2010      | тф | Мальчик, который рассказывал об оборотне | The Boy Who Cried Werewolf                       | Хантер            |
| 2010      | ф  | Неуправляемый                            | Unstoppable                                      | подросток         |
| 2011      | ф  | Вот я какой                              | That’s What I Am                                 | Энди              |